# Кубок РСФСР по хоккею с шайбой 1974
Двенадцатый розыгрыш Кубка РСФСР по хоккею с шайбой был проведён при участии всех российских команд второй лиги класса «А». Участники полуфиналов получали право сыграть в кубке СССР следующего сезона, который, впрочем, не состоялся.
Команды западной и восточной зон лиги играли раздельно, за исключением СК им. Урицкого, который проводил матчи с командами восточной зоны. Турнир был отмечен большим количеством неявок – не состоялось треть матчей. И снова турнир был растянут на 2 сезона, и, на этот раз, на три календарных года – финал прошёл в январе 1975 года, в разгар следующего розыгрыша.

## Список участников
| Команды класса «А» (Вторая лига) | Команды класса «А» (Вторая лига)                                                                                     | Команды класса «А» (Вторая лига) | Команды класса «А» (Вторая лига)                                                                   |
| --- | --- | --- | -------------------------------------------------------------------------------------------------- |
| - «Апатитстрой» Апатиты - «Дизелист» Пенза - «Ижсталь» Ижевск - «Кедр» Свердловск-44 - «Кристалл» Электросталь - «Металлург» Череповец | - «Мотор» Барнаул - «Нефтяник» Ухта - «Олимпия» Кирово-Чепецк - «Полёт» Горький - «Прогресс» Глазов - «Рубин» Тюмень | - «Спутник» Нижний Тагил - «Станкостроитель» Рязань - «Титан» Березники - «Торпедо» Ярославль - «Шахтёр» Прокопьевск - «Шторм» Ленинград | - СК «Южный Урал» Орск - СК им. Урицкого Казань - СКА Новосибирск - СКА Свердловск - СКА Хабаровск |

## 1/16 финала
| 27.11.1973 | «Шторм» Ленинград       | «Апатитстрой» Апатиты | 13:4 |
| 28.11.1973 | «Олимпия» Кирово-Чепецк | «Полёт» Горький       | +:-  |
| 07.12.1973 | СКА Хабаровск           | СКА Новосибирск       | 4:8  |
| 07.12.1973 | «Нефтяник» Ухта         | «Металлург» Череповец | 1:3  |
| 11.12.1973 | «Прогресс» Глазов       | «Ижсталь» Ижевск      | 4:10 |
| 17.12.1973 | «Рубин» Тюмень          | «Кедр» Свердловск-44  | 6:5  |
| 27.12.1973 | «Мотор» Барнаул         | «Шахтёр» Прокопьевск  | 8:6  |

## 1/8 финала
| 05.01.1974 | «Металлург» Череповец   | «Кристалл» Электросталь  | 1:8 |
| 05.01.1974 | «Шторм» Ленинград       | «Станкостроитель» Рязань | 2:6 |
| 05.01.1974 | «Мотор» Барнаул         | СК «Южный Урал» Орск     | +:- |
| 05.01.1974 | «Рубин» Тюмень          | «Титан» Березники        | +:- |
| 05.01.1974 | «Ижсталь» Ижевск        | «Дизелист» Пенза         | +:- |
| 05.01.1974 | СК им. Урицкого Казань  | «Спутник» Нижний Тагил   | +:- |
| 05.01.1974 | СКА Новосибирск         | СКА Свердловск           | +:- |
| 05.01.1974 | «Олимпия» Кирово-Чепецк | «Торпедо» Ярославль      | +:- |

## 1/4 финала
| 10.01.1974 | «Станкостроитель» Рязань | «Олимпия» Кирово-Чепецк | +:- |
| 10.01.1974 | «Кристалл» Электросталь  | «Ижсталь» Ижевск        | 5:1 |
| 10.01.1974 | СК им. Урицкого Казань   | «Мотор» Барнаул         | 4:3 |
| 16.01.1974 | «Рубин» Тюмень           | СКА Новосибирск         | 2:3 |

## 1/2 финала
| 14.10.1974 | «Кристалл» Электросталь | «Станкостроитель» Рязань | 4:1 |
| 14.10.1974 | СКА Новосибирск         | СК им. Урицкого Казань   | 3:1 |

## Финал
| 10.01.1975 | «Кристалл» Электросталь | 4:8 (2:1, 1:5, 1:2) | СКА Новосибирск | ДС «Кристалл», Электросталь |

| Отчёт | Отчёт | Отчёт | Отчёт | Отчёт |
| ----- | ----- | ----- | ----- | ----- |
|       |       |       |       |       |
|       |       |       |       |       |
|       |       |       |       |       |
|       |       |       |       |       |
|       |       |       |       |       |
|       |       |       |       |       |
|       |       |       |       |       |
|       |       |       |       |       |
|       |       |       |       |       |